# Hamburger SV
Hamburger SV, cunoscut mai mult ca Hamburg sau HSV, este un club de fotbal din Hamburg, Germania, care evoluează în 2. Bundesliga. Este una din cele mai vechi și mai bune echipe din Germania, fiind cunoscute performanțele ei europene și statutul de vârf în Bundesliga de la sfârșitul primului război mondial.

## Istorie
Până în anul 2018, Hamburg SV a fost singura echipă care nu retrogradase vreodată din Bundesliga, de la înființarea acestei competiții, în 1963.
HSV a câștigat de șase ori titlul de campioană a Germaniei, de trei ori Cupa Germaniei și în două rânduri Cupa Ligii Germaniei. Cea mai de succes perioadă din istoria clubului a venit între anii 1975 și 1985 când, pe lângă mai multe trofee pe plan intern, a câștigat Cupa Cupelor 1976-1977 și Cupa Campionilor Europeni 1982-1983. Cei mai buni jucători ai clubului din acea perioadă au fost Horst Hrubesch, Manfred Kaltz și Felix Magath, cu toții fiind și titulari în reprezentativa Germaniei de Vest. 
Cel mai recent trofeu major cucerit de HSV este Cupa Germaniei, în 1987.
HSV dispută meciurile de pe teren propriu pe Volksparkstadion, arenă aflată în Bahrenfeld, cartier din vestul orașului Hamburg.
Culorile oficiale ale clubului sunt schwarz, weiß und blau (negru, alb și albastru). Însă echipamentul tradițional pentru partidele de pe teren propriu este format din tricouri albe și pantaloni roșii. Astfel, echipa este poreclită „die Rothosen” (Pantalonii Roșii).
Este unul dintre cele mai vechi cluburi din Germania, fiind de asemenea poreclit „der Dinosaurier” (Dinozaurul).
HSV are ca rivale pe SV Werder Bremen, meciul direct fiind denumit Nordderby, și pe FC St. Pauli, cu care se înfruntă în derbiul orașului Hamburg.
HSV este unul dintre cele mai mari cluburi sportive din Germania, cu peste 84.000 de membri în diferitele departamente și, conform revistei Forbes, este unul dintre primele 20 de cluburi de fotbal din lume.

## Palmares
- Cupei Campionilor Europeni: 1
  - 1983
- Cupa Cupelor: 1
  - 1977
- Campionii Germaniei: 6

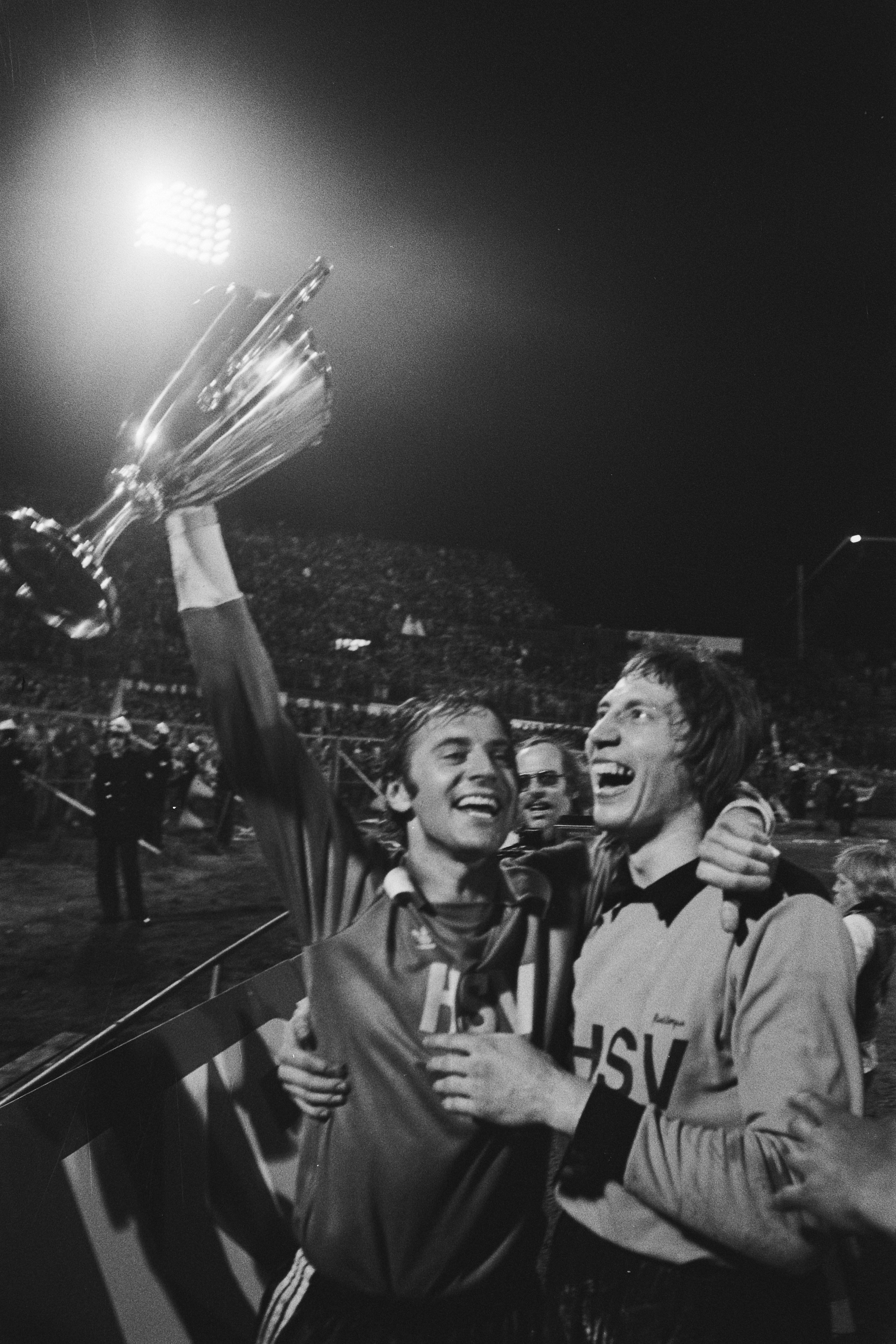
Hamburg a câștigat Cupa Cupelor din 1977

  - 1923, 1928, 1960, 1979, 1982, 1983
- Cupa Germanei: 3
  - 1963, 1976, 1987